# Spodnja Korena
Spodnja Korena este o localitate din comuna Duplek, Slovenia, cu o populație de 409 locuitori.